# Mphu Ramatlapeng
Mphu Ramatlapeng (sinh c. 1953) là một chính trị gia, doanh nhân và phi lợi nhuận điều hành người Lesotho.

## Tuổi thơ
Mphu Ramatlapeng được sinh ra vào khoảng năm 1953 tại Lesoto. Cô có bằng y khoa của Đại học Y khoa Quốc gia Kharkov, sau đó là bằng thạc sĩ về sức khỏe cộng đồng của Đại học Johns Hopkins.

## Sự nghiệp
Ramatlapeng là Bộ trưởng Bộ Y tế và Phúc lợi xã hội của Lesoto từ năm 2007 đến 2012.
Ramatlapeng là phó chủ tịch của Quỹ toàn cầu chống AIDS, bệnh lao và sốt rét cho đến năm 2013. Bà là phó chủ tịch điều hành tại Sáng kiến Tiếp cận Sức khỏe của Quỹ Clinton.
Ramatlapeng phục vụ như một giám đốc không điều hành của Anglo American plc.